# イオン-分子反応
イオン-分子反応（イオン-ぶんしはんのう、英: ion-molecular reaction）は、イオンと分子による衝突で起こる反応、およびそれらの反応過程の総称を言う。分子雲などの低温・低密度環境においては、イオン-分子反応のような障壁の低い反応が主に起こると考えられる。

## 低温・低密度環境下での化学
電荷を持たない分子同士が結合を組み替える反応で、たとえば
AB + C → [A…B…C]‡ → A + BC
という素反応を考えるとき、遷移状態 [A…B…C]‡ は A-B の結合も B-C の結合も安定状態にあらず、反応において超えるべきエネルギー障壁となる。このような反応は分子雲のような低温環境 (およそ 80 K 以下、星間物質を参照) において、発熱反応でも反応速度が遅い。
電荷を持たない分子同士でも、たとえばラジカル同士の反応のようにもともとの分子が不安定状態にある、
D• + E• → D-E
といった反応は障壁は無い。しかし、この反応では DE が得た結合エネルギーを他に逃がすことができず、ただちに、逆反応によって解離してしまう。反応が不可逆的に進むためには、
D + E + M → D-E + M
のような三体反応でなければいけない。しかしこのような反応は低密度（およそ10-15気圧）の分子雲では起こらない（3粒子が一度に衝突することがほとんどあり得ない）。
以上のようなことから、低温で低密度な分子雲で起こる反応は、結合の組み替えの起こる反応で、かつ障壁の低い反応でなければいけない。

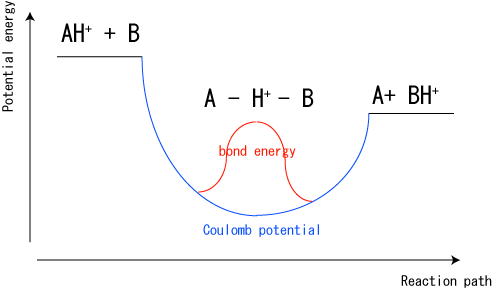
障壁の無いイオン分子反応の反応座標にそったポテンシャル面の例

下記のようなイオン-分子反応では中間体 [A-B-C]+ 形成時、元の結合を伸ばすのに必要なエネルギーをクーロン力による安定化によって補えるので、障壁は無いかごく低い反応となる。
AB+ + C → [A-B-C]+ → A + BC+
また結合を組み替える反応なので、結合解離エネルギーを生成物の運動エネルギーへ逃がすことができる。よって、低温で低密度な分子雲においては、イオン-分子反応が主に進行し、分子が形成されていると考えられる。

## 分子雲での主なイオン－分子反応
ワトソン (W.D. Watson) はイオン-分子反応として二つのタイプの反応を提案した。（H3+ の生成についてはプロトン化水素分子#生成を参照）
(1) X+ + H2 → XH+ + H
(2) Y + H3+ → YH+ + H2

(1)の形式の反応例として、星間空間で H,He につづいて存在量の多い C原子のイオン C+ を X+ とするならば、
C+ + H2 → CH+ + H
さらに続いて、
CH+ + H2 → CH2+ + H
CH2+ + H2 → CH3+ + H
までが発熱反応で生成する。
(2)の形式の反応は水素分子 (H2) よりも、プロトン (H+) との結合力が（プロトン親和度）が大きい原子や分子が Y であれば障壁が低く発熱反応になるので、容易に起こりうる。たとえば、星間空間で C 同様に存在量の多い O,N原子について考えてみると、
O + H3+ → OH+ + H2 or OH2+ + H
N + H3+ → NH2+ + H
これらは発熱反応である。
このようにしてできたイオンはさらに続いて(1)の形式で、例えば
OH+ + H2 → OH2+ + H
というようにさらなるイオンを形成していく。
最終的にYH+という分子は電子と再結合し、
YH+ + e− → Y + H
という形で中性化する。

## 分子雲での化学反応モデル
ハープスト (E. Herbst) とクレンペラー (W. Klemperer) は1973年に上に挙げたようなイオン-分子反応を含めたおよそ100種類程度の反応と、当時知られていた原子の存在量を仮定することにより、分子雲においてどのような分子がどれだけ生成されるかについて概算をした。
この計算で当時観測されていた星間分子 (CO, OH, NO, CN, HCN, HCO+, H2CO) の分子雲での存在量と、よい一致を示した。このことから、分子雲においてイオン-分子反応が重要であることが示された。